# 마시 남작부인 앙투아네트
마시 남작부인 앙투아네트(Princess Antoinette, Baroness of Massy, 1920년 12월 28일~2011년 3월 18일)는 모나코 공가의 일원이었다. 그녀는 모나코  레니에 3세의 누나였다. 그녀의 부모는 발랑티누아 여공작 샤를로트와 발랑티누아 공작 피에르였다. 
그녀는 프랑스와 모네가스크 출신으로 파리에서 태어났다.

## 참고 문헌
- Palace: My Life in the Royal Family of Monaco by Baron Christian de Massy & Charles Higham (1986, Atheneum, ISBN 0-689-11636-5)